# Медицина 21 века
Медицина 21 века (англ. 21st Century Medicine (21CM) ) — американская компания криобиологических исследований, основным направлением деятельности которой является разработка перфузатов и процедур для долгосрочного криосохранения человеческих органов, тканей и клеток с сохранением их жизнеспособности при криогенных температурах (ниже −100 °C) с помощью витрификации.

## О компании
Компания была основана в 1993 году. Коллектив «Медицины 21 века» провел первое в мире успешное криосохранение и размораживание почки кролика.
Доктор Грегори М. Файи, человек, который первым использовал витрификацию в репродуктивном криосохранении, является членом совета директоров компании, ответственным за расстановку приоритетов, планирование и руководство научной деятельностью. Он также руководит всеми совместными научными проектами, осуществляемыми в сотрудничестве с внешними организациями (университетами, промышленными и исследовательскими компаниями) с целью разработки конкретных продуктов и услуг.
Компания владеет большим числом патентов — в основном, на криопротекторные составы, которые значительно уменьшают образование льда и минимально токсичны, а также на синтетические блокираторы льда, которые являются недорогим заменителем белка, препятствующего замерзанию тканей, который содержится в полярных организмах. Веб-сайт компании содержит список публикаций её сотрудников в научных журналах, основанных на исследованиях, которые проводились в лабораториях компании.
В 2004 году «Медицина 21 века» получила грант объёмом 900 тысяч долларов от Национальных Институтов Здравоохранения США на изучение консервирующего раствора, разработанного Рочестерским Университетом (Нью-Йорк) для увеличение срока хранения донорских сердец.
На ежегодной конференции общества криобиологов в июле 2005 года, представители компании «Медицина 21 века» объявили об успешном опыте витрификации почки кролика до температуры −135 °C с использованием криопротекторного раствора собственной разработки. После оттаивания, почка была успешно пересажена кролику и функционировала на протяжении долгого времени.